# Franziskanerstraße 8 (Mönchengladbach)

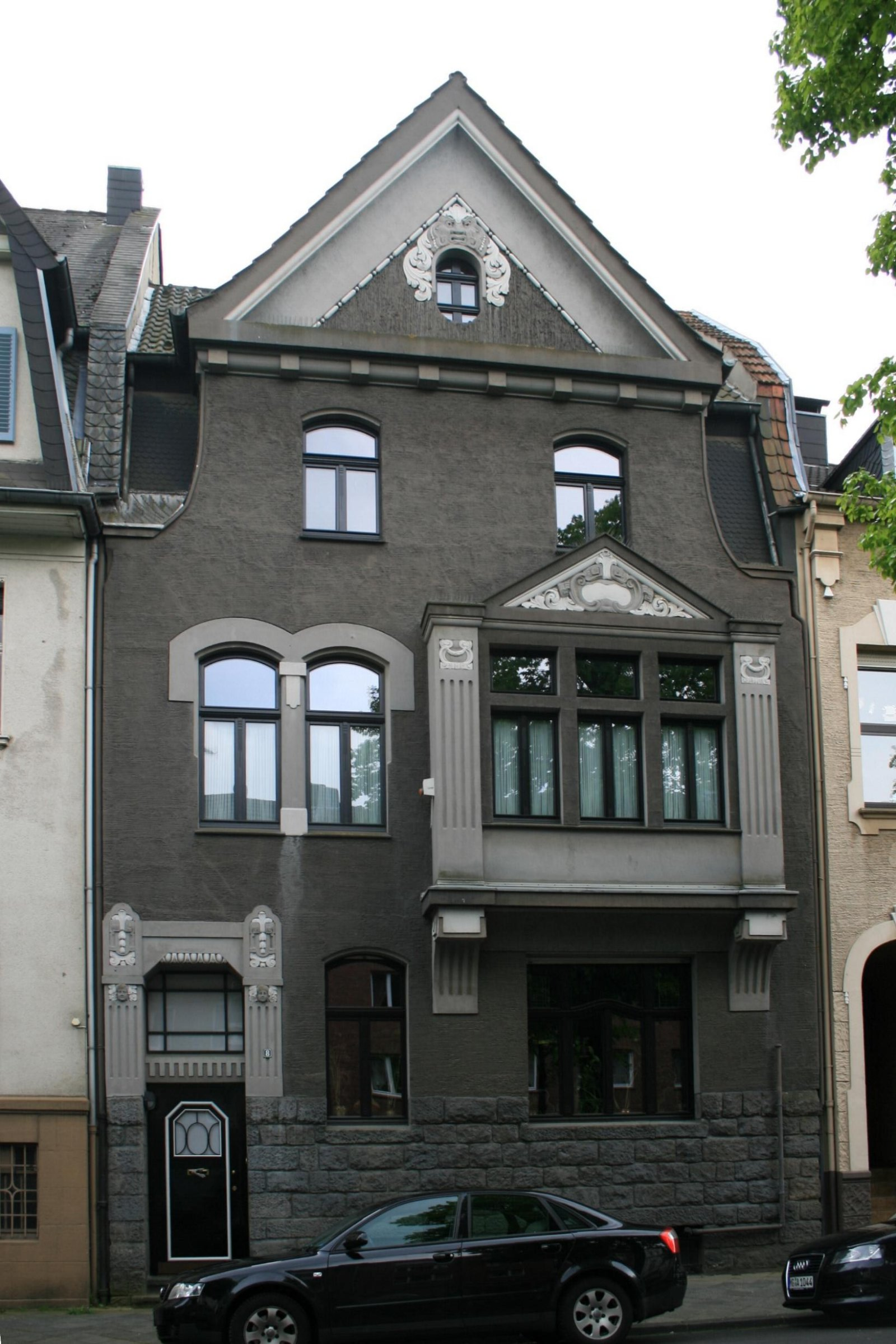
Wohnhaus (2010)

Das Wohnhaus Franziskanerstraße 8 steht im Stadtteil Windberg in Mönchengladbach (Nordrhein-Westfalen).
Das Gebäude wurde 1907 erbaut. Es ist unter Nr. F 021 am 9. März 1994 in die Denkmalliste der Stadt Mönchengladbach eingetragen worden.

## Architektur
Bei dem Objekt handelt es sich um ein zweigeschossiges Wohnhaus, mit einem zum Vollgeschoss ausgebauten Mansarddach. Über einem hoch ausgebildeten Sockelgeschoss aus gequaderten Natursteinen erhebt sich die Fassadenfläche in grob geriffelter Putzstruktur bis zu einem Dreiecksgiebel.